# Francisco Salgado e López de Quiroga
Francisco Salgado e López de Quiroga (Monterroso, Galícia, 1859 -La Corunya 9 de novembre de 1940) fou un poeta lligat al Rexurdimento gallec. Escrigué diverses obres i col·laborà en la revista Vida Gallega. Es llicencia en dret per la Universitat de Santiago de Compostel·la l'any 1884, i l'any 1890 aprova les oposicions a la judicatura. L'any 1902 és nomenat jutge a Callosa d'en Sarrià on estigué destinat fins a l'any 1908.

## Obres
En gallec
- Cantares d'a Terra, Volum 1, 1922
- Cantares d'a Terra, Volum 2, 1927
- A leenda d'un probe
- A soeda d'o campo

En castellà
- El secuestro del Poder Judicial
- Los bacilos y los bastoncitos de doña Perfecta